# Autour de Lucy
Pour plus de détails, voir Fiche technique et Distribution.
Autour de Lucy (I’m with Lucy) est une comédie romantique franco-américaine réalisée par Jon Sherman (de), sortie en 2002.

## Synopsis
Lucy (Monica Potter), une journaliste de 28 ans vient de se faire larguer par Peter (Craig Bierko), qu'elle pensait être l'homme de sa vie.
Conseillée par sa sœur Jo (Julianne Nicholson), elle se met en quête de l’homme idéal en ayant recours aux Blind Date dates, pratique qui consiste à rencontrer plusieurs prétendants potentiels présentés par des amis.
En un an, elle a des expériences avec cinq "candidats" : Doug (John Hannah), Gabriel (Gael Garcia Bernal), Bobby (Anthony LaPaglia), Barry (Henry Thomas) et Luke (David Boreanaz).
Mais lequel des cinq Lucy épousera-t-elle ?

## Fiche technique
- Titre original : I’m with Lucy
- Titre français : Autour de Lucy
- Réalisateur : Jon Sherman (de)
- Scénario : Eric Pomerance
- Décors : Sharon Lomofski
- Costumes : Laura Jean Shannon
- Image : Tom Richmond
- Montage : Elizabeth Kling
- Distribution des rôles : Kathleen Chopin et Laura Rosenthal
- Musique originale : Stephen Endelman
- Producteur exécutif : Amy J. Kaufmann assistée de Fabien Liron et Tim Perell
- Distributeurs : Gaumont Buena Vista International (France)
- Société de production : Gaumont en association avec Fabulous films et Process Productions
- Durée : 90 minutes
- Format : couleur – 35 mm – 35 mm - Dolby
- Dates de sortie :
  - États-Unis : 8 novembre 2002
  - France : 4 septembre 2002

## Distribution
- Monica Potter (VF : Barbara Kelsch) : Lucy
- David Boreanaz (VF : Patrick Borg) : Luke
- Anthony LaPaglia (VF : Jacques Frantz) : Bobby
- Henry Thomas (VF : Cédric Dumond) : Barry
- Gael García Bernal (VF : Taric Mehani)  : Gabriel
- Julie Christie (VF : Marion Game)  : Dori, la mère de Lucy
- Harold Ramis (VF : Michel Fortin)  : Jack, le père de Lucy
- John Hannah (VF : Patrick Mancini) : Doug
- Julianne Nicholson (VF : Alexia Portal)  : Jo
- Flora Martínez (VF : Emmanuelle Rivière)  : Melissa
- Craig Bierko : Peter
- Linda Halaska : la vendeuse
- Afemo Omilami : le 1er chauffeur de taxi
- John Tormey : Tommy le portier
- Jeff Norris : le déménageur
- Henry Yuk : le coréen
- Robert Klein : Dr Mort Zalkind
- Julie Gonzalo : Eve
- Uliks Fehmiu : le 2e chauffeur de taxi